# Congregação de Maria Imaculada Rainha
A Congregação de Maria Imaculada Rainha (em latim: Congregatio Mariae Reginae Immaculatae; CMRI) é uma congregação religiosa católica tradicionalista sedevacantista. Ao longo dos anos também foi conhecida como Cruzados de Fátima e Oblatos de Maria Imaculada Rainha do Universo.

## História
A congregação de Maria Imaculada Rainha começou em 1967 em Coeur d'Alene, Idaho, como uma associação de irmãos e irmãs leigos dedicados a espalhar a mensagem de Nossa Senhora de Fátima. Mas dentro de alguns anos, os membros da congregação perceberam isto: além do apostolado de Fátima, eles foram chamados a ministrar às necessidades espirituais de muitos católicos que não aceitavam o que chamam de modernismo do Concílio Vaticano II. 
A congregação continuou seus trabalhos ao longo dos anos, estabelecendo circuitos missionários e escolas e expandindo o centro apostólico. Então, em julho de 1986, a congregação realizou seu primeiro capítulo geral no Monte St. Michael em Spokane, Washington. Durante esta reunião, a CMRI estabeleceu seu Regimento e Constituições, que foram aprovadas no mesmo ano pelo bispo Robert McKenna, O.P., cuja linhagem episcopal pode ser rastreada até o arcebispo Pierre Martin Ngo-dinh-Thuc. (O arcebispo Thuc recebeu extraordinários poderes patriarcais do papa Pio XI em 15 de março de 1938. Por meio dessas faculdades, ele poderia legitimamente consagrar bispos sem o mandato habitual de Roma. Essas faculdades foram renovadas em 8 de dezembro de 1939, pelo papa Pio XII e nunca foram rescindidas).
O Seminário Menor de São José, outra adição às obras do CMRI, foi estabelecido em Rathdrum, Idaho, em 1999. Durante anos, foi o sonho do reitor, padre Benedict Hughes. Lá, os seminaristas recebem um diploma básico do ensino médio, além de um cronograma e estudos que ajudarão a promover uma vocação sacerdotal. 
Ao longo dos anos, inúmeras outras capelas foram abertas em todo o país, muitas com padres residentes. Desses centros, os padres da CMRI atualmente atendem a um total de mais de 90 centros nos Estados Unidos e no exterior. O atual Superior Geral da CMRI é o Bispo Mark A. Pivarunas, e a Madre Geral das Irmãs Marianas é a Reverenda Madre Mary Agnes. O Seminário Mater Dei da CMRI permanece em Omaha, Nebraska, enquanto a casa mãe das Irmãs fica no Monte St. Michael. 